# Bert Achong
Bert Geoffrey Achong (Puerto España, Indias Occidentales Británicas, 6 de diciembre de 1928-Hampstead (Londres), 20 de noviembre de 1996) fue un patólogo nacido en Trinidad conocido por descubrir conjuntamente (con Anthony Epstein e Yvonne Barr) el virus de Epstein-Barr mediante el uso de microscopía electrónica.

## Carrera
Achong nació en Trinidad y Tobago y era de ascendencia china. Después de sobresalir en la escuela en Trinidad y Tobago, recibió la Medalla de Oro de Jerningham y la Beca Colonial para estudiar en Europa. Se mudó a Europa a los 18 años  y se matriculó en el University College Dublin, donde recibió su título de médico en 1953.  En 1955 se mudó a Londres y trabajó en Lambeth Hospital en Londres en Patología clínica. En 1963, se unió al grupo de investigación de Michael Anthony Epstein en el Hospital de Middlesex. Se mudó con Epstein al Departamento de Patología de la Universidad de Bristol en 1968, donde fue un profesor de patología celular hasta su jubilación en 1985. Murió de un tumor cerebral en 1996.

## Virus de Epstein-Barr
Achong, Michael Anthony Epstein e Yvonne Barr descubrieron el primer ejemplo de un virus que causa cáncer en humanos. Publicaron el descubrimiento del virus Epstein-Barr (EBV) en The Lancet el 28 de marzo de 1964.
El papel de Achong en el descubrimiento del EBV fue preparar y examinar células cultivadas preparadas a partir de muestras de linfoma de Burkitt mediante microscopía electrónica.

## Virus "espumoso"
En 1971, Achong hizo otro gran descubrimiento, el virus espumoso humano. Se demostró que éste es el primer ejemplo de un retrovirus que infecta naturalmente a los humanos.